# 白龙桥 (桂林)

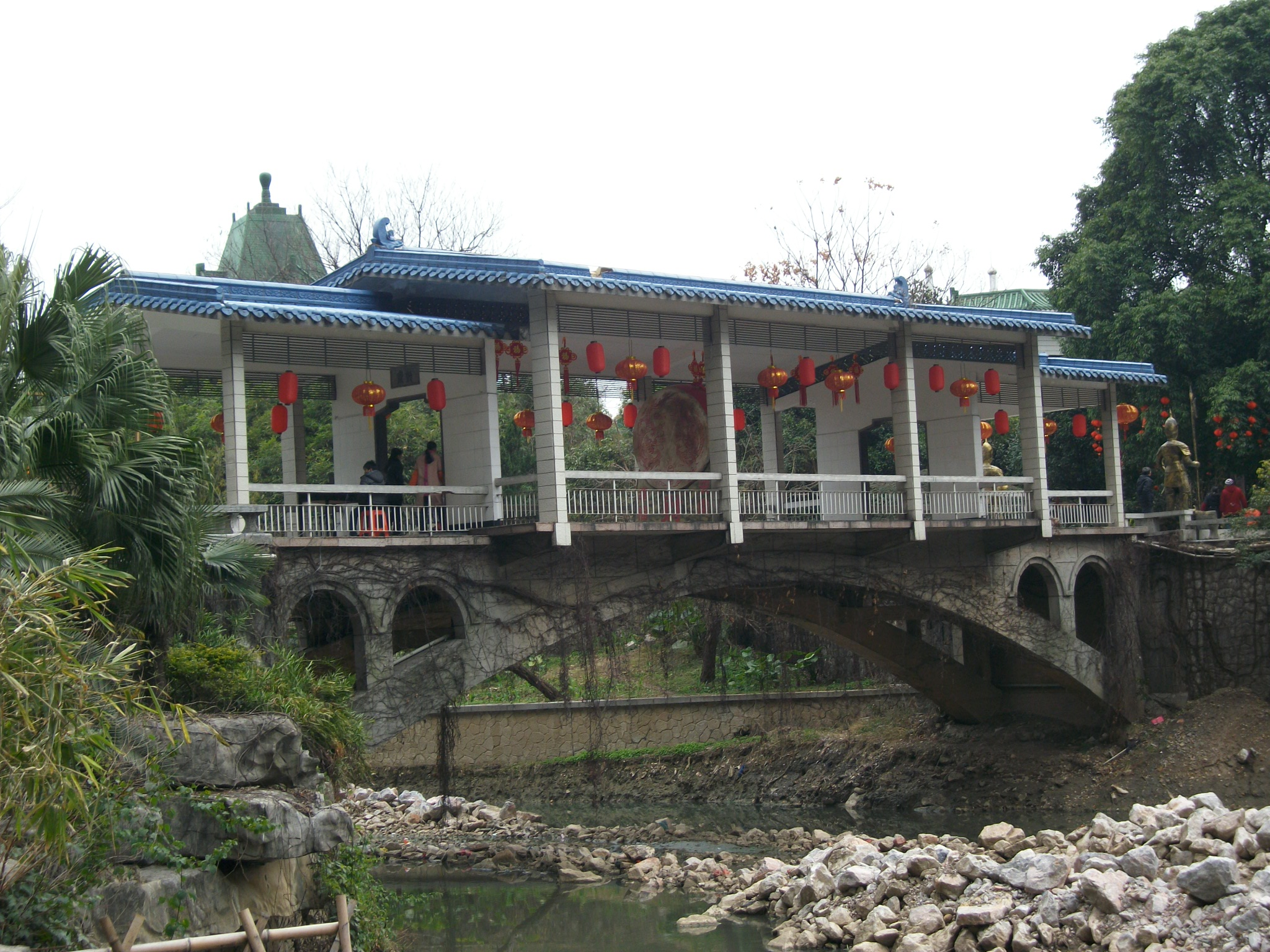
白龙桥

白龙桥，又名将军桥，位于中国广西壮族自治区桂林市南溪山公园内，跨南溪。

## 历史
该桥原名安溪桥，本有南北两桥，北桥建于南溪上，南桥建于山麓曲斗潭上。唐朝光化三年（900年），楚王马殷派遣秦彦晖、李琼率军攻桂林，刘士政兵败投降南楚。南汉刘隐得知桂林陷敌，派兵攻打，两方在桂林城南剑拔弩张。秦彦晖当时即驻守南溪一带，击溃南汉军队。故该桥又名将军桥。《临桂县志·建置志》引《通鉴》记载：“五代湖南马氏屯兵于此以拒南汉，将军之名即起于此。”1852年4月19日，太平军在此伏击清军，击毙广州副都统乌兰泰和千总李登朝。1925年修建桂林—阳朔公路，在将军桥西80米处新建桥梁（即今八一桥），取代将军桥的交通功能。今白龙桥系1965年建设南溪山公园时拆除旧桥重建而来，位于原安溪桥北桥的位置，为单孔桥，上有桥亭，因桥南山麓有白龙泉得名。